# Дідьє Пе
Дідьє Пе (фр. Didier Païs; нар. 8 лютого 1983, Кольмар) — французький борець вільного стилю, дворазовий срібний призер чемпіонатів Європи, учасник Олімпійських ігор.

## Біографія
Боротьбою почав займатися з 1993 року. Виступав за клуб CP Безансон.

## Спортивні результати на міжнародних змаганнях

### Виступи на Олімпіадах
| Змагання                    | Збірна  | Вагова категорія          | Місце |
| --------------------------- | ------- | ------------------------- | ----- |
| Літні Олімпійські ігри 2012 | Франція | вільна боротьба, до 60 кг | 11    |

### Виступи на Чемпіонатах світу
| Змагання                        | Збірна  | Вагова категорія          | Місце |
| ------------------------------- | ------- | ------------------------- | ----- |
| Чемпіонат світу з боротьби 2005 | Франція | вільна боротьба, до 60 кг | 25    |
| Чемпіонат світу з боротьби 2006 | Франція | вільна боротьба, до 60 кг | 12    |
| Чемпіонат світу з боротьби 2007 | Франція | вільна боротьба, до 60 кг | 32    |
| Чемпіонат світу з боротьби 2009 | Франція | вільна боротьба, до 60 кг | 18    |
| Чемпіонат світу з боротьби 2010 | Франція | вільна боротьба, до 60 кг | 13    |
| Чемпіонат світу з боротьби 2011 | Франція | вільна боротьба, до 60 кг | 5     |

### Виступи на Чемпіонатах Європи
| Змагання                         | Збірна  | Вагова категорія          | Місце  |
| -------------------------------- | ------- | ------------------------- | ------ |
| Чемпіонат Європи з боротьби 2004 | Франція | вільна боротьба, до 60 кг | 12     |
| Чемпіонат Європи з боротьби 2005 | Франція | вільна боротьба, до 60 кг | Срібло |
| Чемпіонат Європи з боротьби 2006 | Франція | вільна боротьба, до 60 кг | 13     |
| Чемпіонат Європи з боротьби 2007 | Франція | вільна боротьба, до 60 кг | 16     |
| Чемпіонат Європи з боротьби 2008 | Франція | вільна боротьба, до 60 кг | Срібло |
| Чемпіонат Європи з боротьби 2009 | Франція | вільна боротьба, до 60 кг | 9      |
| Чемпіонат Європи з боротьби 2010 | Франція | вільна боротьба, до 60 кг | 10     |
| Чемпіонат Європи з боротьби 2011 | Франція | вільна боротьба, до 60 кг | 7      |

### Виступи на інших змаганнях
| Змагання                                                      | Збірна  | Вагова категорія          | Місце  |
| ------------------------------------------------------------- | ------- | ------------------------- | ------ |
| Середземноморські ігри 2001                                   | Франція | вільна боротьба, до 54 кг | 4      |
| Manitoba Open 2002                                            | Франція | вільна боротьба, до 55 кг | Бронза |
| Середземноморські ігри 2005                                   | Франція | вільна боротьба, до 60 кг | Бронза |
| Гран-прі Німеччини з боротьби 2006                            | Франція | вільна боротьба, до 60 кг | 5      |
| Олімпійський кваліфікаційний турнір з боротьби 2008 (Мартіні) | Франція | вільна боротьба, до 60 кг | 18     |
| Олімпійський кваліфікаційний турнір з боротьби 2008 (Варшава) | Франція | вільна боротьба, до 60 кг | 10     |
| Середземноморські ігри 2009                                   | Франція | вільна боротьба, до 60 кг | 7      |
| Гран-прі Німеччини з боротьби 2010                            | Франція | вільна боротьба, до 60 кг | Бронза |
| Турнір міста Сассарі 2011                                     | Франція | вільна боротьба, до 66 кг | Срібло |
| Меморіал Вацлава Циолковського 2011                           | Франція | вільна боротьба, до 60 кг | 20     |

### Виступи на змаганнях молодших вікових груп
| Змагання                                      | Збірна  | Вагова категорія          | Місце |
| --------------------------------------------- | ------- | ------------------------- | ----- |
| Чемпіонат світу з боротьби серед юніорів 2001 | Франція | вільна боротьба, до 54 кг | 19    |
| Чемпіонат світу з боротьби серед юніорів 2003 | Франція | вільна боротьба, до 60 кг | 24    |
| Чемпіонат світу з боротьби серед кадетів 1999 | Франція | вільна боротьба, до 50 кг | 25    |